# 阿曼達灣

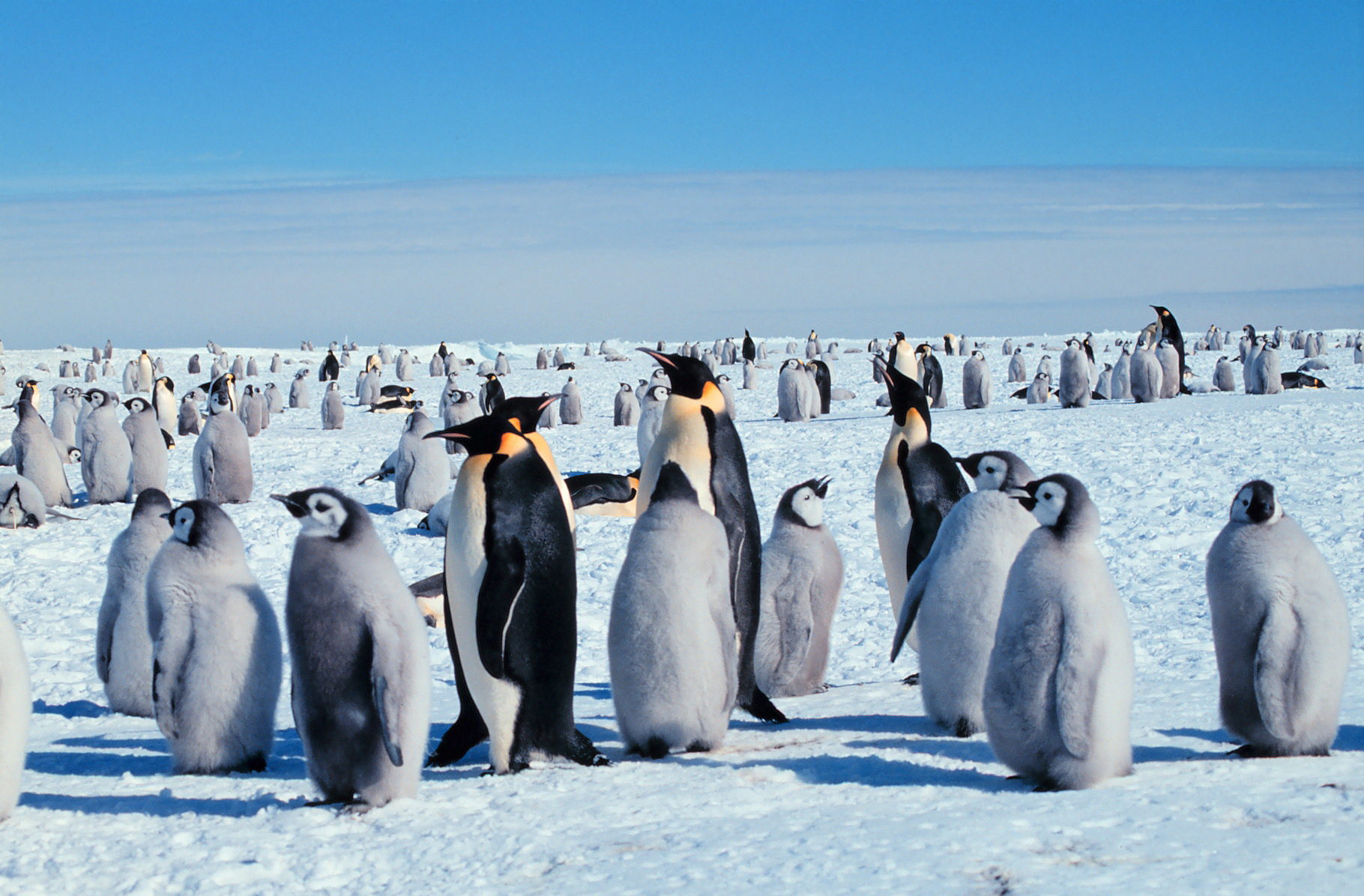

阿曼達灣是南極洲的海灣，位於東部南極洲的伊麗莎白公主地，處於普里茲灣南部布拉特濱海陡崖西南面，西南端是皇帝企鵝的繁殖地。
69°15′S 76°50′E / 69.250°S 76.833°E